# Truljalia forceps
Truljalia forceps är en insektsart som först beskrevs av Henri Saussure 1878.  Truljalia forceps ingår i släktet Truljalia och familjen syrsor. Inga underarter finns listade i Catalogue of Life.